# Liste der Biografien/Dr
Liste der Biografien |
Portal Biografien |
Personensuche
# |
A |
B |
C |
D |
E |
F |
G |
H |
I |
J |
K |
L |
M |
N |
O |
P |
Q |
R |
S |
T |
U |
V |
W |
X |
Y |
Z |
?
 
Da |
Db |
Dc |
Dd |
De |
Dg |
Dh |
Di |
Dj |
Dk |
Dl |
Dm |
Dn |
Do |
Dq |
Dr |
Ds |
Du |
Dv |
Dw |
Dy |
Dz
 
Dra |
Drb |
Drc |
Drd |
Dre |
Drg |
Dri |
Drj |
Drk |
Drl |
Drm |
Drn |
Dro |
Drp |
Drs |
Drt |
Dru |
Drv |
Dry |
Drz
Die Liste der Biografien führt alle Personen auf, die in der deutschsprachigen Wikipedia einen Artikel haben. Dieses ist eine Teilliste mit 18 Einträgen von Personen, deren Namen mit den Buchstaben „Dr“ beginnt.

## Dr
- Dr Eidgenoss (* 1980), Schweizer Musiker
- Dr Phunk (* 1989), niederländischer Hardstyle-DJ und Musikproduzent
- Dr. Alban (* 1957), nigerianisch-schwedischer Pop-Musiker, Rapper und Produzent
- Dr. Atl (1875–1964), mexikanischer Maler
- Dr. Demento (* 1941), US-amerikanischer Radiomoderator
- Dr. Dre (* 1965), US-amerikanischer Rapper und ProduzentDr. Dre (* 1965)

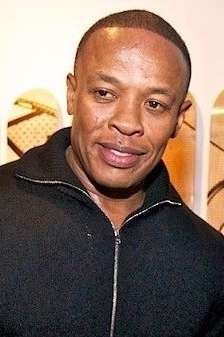
Dr. Dre (* 1965)

- Dr. Flori (1979–2014), albanischer Sänger und Rapper
- Dr. Fuchs (* 1978), türkischer Rap-Musiker
- Dr. Israel (* 1967), US-amerikanischer Musiker
- Dr. John (1941–2019), amerikanischer Musiker und Produzent
- Dr. Knarf (* 1984), deutscher Rapmusiker und Musikproduzent
- Dr. Luke (* 1973), US-amerikanischer Musikproduzent und Songwriter
- Dr. Luther (* 1968), kanadischer Wrestler
- Dr. Motte (* 1960), deutscher DJ, Gründer und Organisator der Musik- und Tanzveranstaltung Love Parade in Berlin
- Dr. Owlglass (1873–1945), deutscher Arzt, Schriftsteller und Lyriker
- Dr. Peacock (* 1988), niederländischer Musikproduzent, Frenchcore- und Hardcore-Techno-DJ
- Dr. Ring-Ding (* 1970), deutscher Ska- und Reggae-Künstler
- Dr. Scissors (* 1964), deutscher Musiker, Komponist, Sounddesigner und DJ